# Piliocolobus semlikiensis
El colobo rojo de Semliki (Piliocolobus semlikiensis) es un tipo de mono colobo rojo de África central. Históricamente se ha tratado como una subespecie del colobo rojo de África Central (P. foai) pero las taxonomías más recientes generalmente lo tratan como una especie separada.